# Grigori Moissejewitsch Budagow

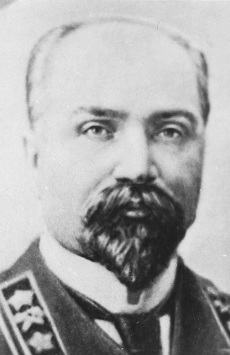
Grigori Moissejewitsch Budagow

Grigori Moissejewitsch Budagow (russisch Григорий Моисеевич Будагов; * 21. Dezember 1851jul. / 2. Januar 1852greg. in St. Petersburg; † 24. Dezember 1921 in Moskau) war ein russisch-sowjetischer Verkehrsingenieur.

## Leben
Budagow gehörte der Armenischen Kirche an. Nach dem Gymnasiumsabschluss mit Silbermedaille studierte er am St. Petersburger Institut für Verkehrsingenieure mit Abschluss 1874. Damit hatte er das Recht, Bauten auszuführen oder als Kollegiensekretär (10. Rangklasse) in den Staatsdienst zu treten. Er wurde nun zunächst außerplanmäßiger Ingenieur ohne Gehalt beim Verkehrsministerium. Ab 1877 arbeitete er bei der Orenburger Eisenbahn-Gesellschaft als Ingenieur-Assistent beim Bau der Wolga-Eisenbahnbrücke mit.

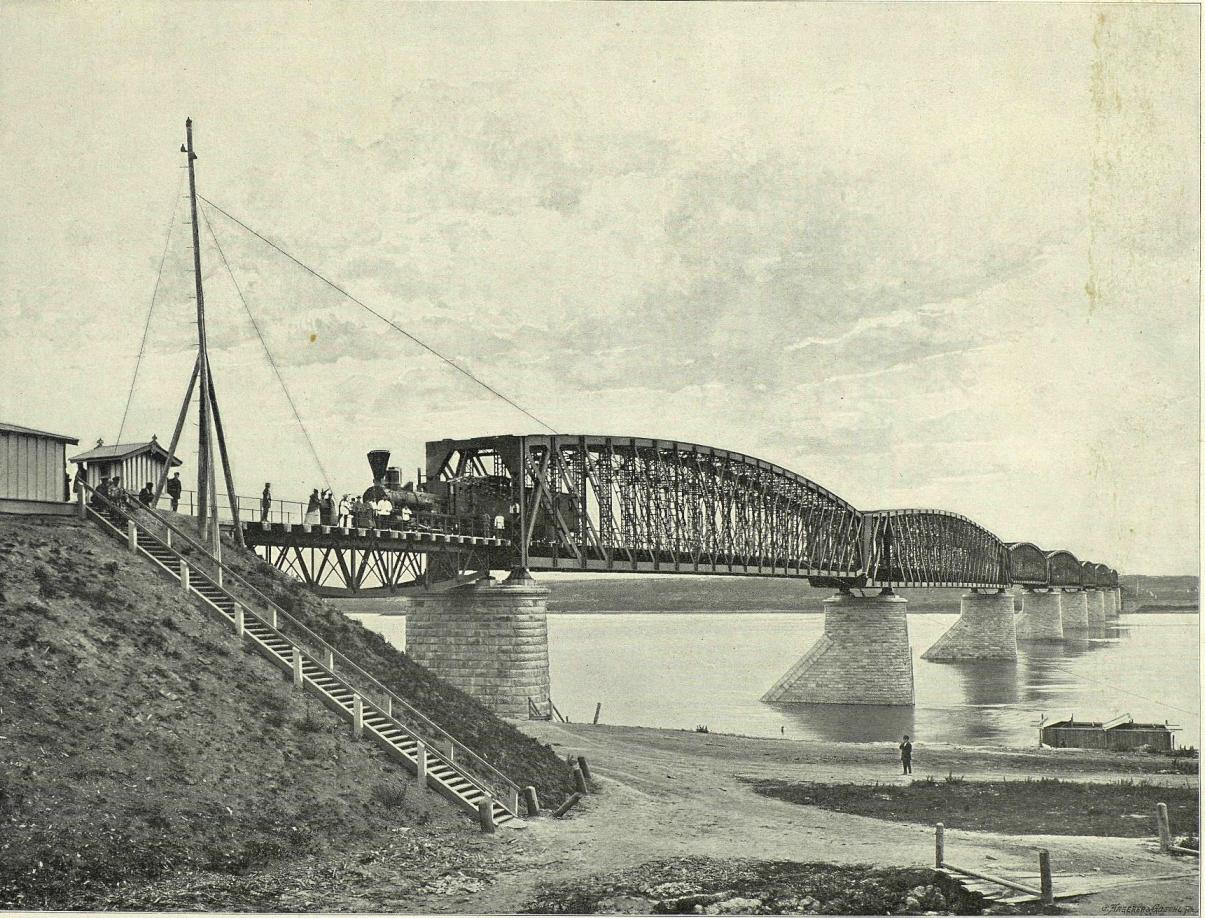
Nowonikolajewsk-Brücke (1899)

Im Mai 1893 Wurde Budagow auf Anordnung des Verkehrsministers den Vertragspartnern für den Bau der  Eisenbahnbrücken in Westsibirien zur Verfügung gestellt. Beim Bau der von Nikolai Belelubsky projektierten Eisenbahnbrücke bei Nowonikolajewsk über den Ob war er praktisch der leitende Chefingenieur. Er wohnte in Nowonikolajewsk und gründete dort die erste Schule für die Kinder der Brückenbauarbeiter. Auf seine Initiative wurde 1894 der erste Lesesaal eingerichtet. Eine der ersten Straßen von Nowonikolajewsk war von 1912 bis 1920 nach Budagow benannt. Im heutigen Nowosibirsk gibt es einen Budagow-Platz.
Ab Juli 1895 war Budagow Vizebauleiter der mittelsibirischen Teilstrecke der Sibirischen Eisenbahn. Die  Eisenbahnbrücke bei Nowonikolajewsk stellte Nikolai Tichomirow fertig. Ein Bahnhof der Krasnojarsker Eisenbahn trägt Budagows Namen.
Im Herbst 1899 wurde Budagow Chefingenieur der Moskau-Kasaner Eisenbahn.
Budagow wurde Wirklicher Staatsrat (4. Rangklasse) und leitete 1911 die Prospektion und dann den Bau der Altai-Eisenbahn (1913–1915).
Nach der Oktoberrevolution arbeitete Budagow beim Volkskommissariat für Verkehr. Er war Mitglied des dortigen Ingenieur-Rats und des Technik-Komitees und Vizevorsitzender des Rats für die Entwicklung eines Plans für den Eisenbahnbau.
Budagow war in erster Ehe mit Marija Michailowna Alpers verheiratet, mit der er den Sohn Wladimir bekam. in zweiter Ehe heiratete er Marijas Schwester Wera, mit der er die Kinder Jekaterina und Grigori bekam. Jekaterina wurde Militärübersetzerin und starb als Kriegsfreiwillige 1941 im Deutsch-Sowjetischen Krieg. Ihr Sohn Alexei starb im selben Jahr. Wladimir starb während der Leningrader Blockade. Grigori Grigorjewitsch Budagow war ein Opfer des Großen Terrors und wurde 1955 rehabilitiert, worauf er eine Brücke in Wengerowo projektierte und baute und 1960 nach Leningrad zog.
Budagow starb am 24. Dezember 1921 in Moskau und wurde in Petrograd auf dem Smolensker Friedhof im armenischen Teil begraben.

## Ehrungen
- Sankt-Stanislaus-Orden II. Klasse (1890)[2]
- Orden des Heiligen Wladimir IV. Klasse (1891)[2]
- Russischer Orden der Heiligen Anna II. Klasse (1897)[2]